# Simona Amânar
Simona Amânar (Constanza; 7 de octubre de 1979), también conocida como Simona Amanar, es una gimnasta artística rumana, ganadora de siete medallas olímpicas y campeona individual de gimnasia artística en los Juegos Olímpicos de Sídney 2000. Es una de las mejores gimnastas de las últimas décadas.

## Biografía

### Inicios
Empezó a practicar la gimnasia con solo 6 años.
En 1994 entró a formar parte del equipo nacional rumano senior. Ese mismo año participó en los Mundiales de Dortmund y en los Europeos de Estocolmo, y en ambos Rumania ganó el oro por equipos.
En 1995 comenzó a destacar a nivel individual, ganando la medalla de oro en salto (compartida con la ucraniana Lilia Podkopayeva) en los mundiales de Sabae, Japón. El salto fue siempre su mejor aparato, y en él sería campeona olímpica, mundial y europea.
En los europeos de Birmingham 1996 ganó las medallas de oro en salto y barras asimétricas, aunque en este último aparato hubo un triple empate entre Amânar, Podkopayeva y la rusa Svetlana Khorkina.
Poco después fue medalla de plata en salto en los Mundiales de Puerto Rico detrás de su compatriota Gina Gogean, en una decisión muy discutida ya que para muchos la victoria debió corresponder a la cubana Annia Portuondo, que fue finalmente bronce.

### Juegos de Atlanta 1996
En los Juegos Olímpicos de Atlanta 1996 la competición no comenzó bien para ella, al fallar sobre la barra de equilibrios durante la competición por equipos. Las rumanas, vigentes campeonas mundiales y europeas se vieron relegadas a la medalla de bronce.
Además Simona Amânar solo fue la 4ª rumana mejor clasificada, lo que en principio le impedía participar en la competición general individual, donde solo se permiten tres gimnastas por país. Sin embargo el entrenador rumano Octavian Belu decidieró que Amânar reemplazara en ella a su compañera Alexandra Marinescu, quien si estaba clasificada, pues consideraba que Amânar estaba mejor preparada.
Finalmente Amânar ganó la medalla de bronce compartida con su compañera de equipo Lavinia Milosovici, obteniendo ambas la misma puntuación. El oro fue para la ucraniana Lilia Podkopayeva y la plata para la también rumana Gina Gogean. Curiosamente las rumanas ganaron tres medallas, pero no la de oro...
En las finales por aparatos, Amânar tuvo una buena actuación en suelo donde con un 9.850 se llevó la medalla de plata detrás de la ucraniana Podkopayeva. Pero el momento más importante llegó en la final de salto, su mejor aparato, donde realizó un extraordinario Yurchenko con doble giro que fue puntuado con un 9.875 y que le valió la medalla de oro.
Finalmente Amânar ganó en Atlanta cuatro medallas, una de ellas de oro.

### Tras los Juegos de Atlanta
En los Campeonatos del Mundo de Lausana 1997, aunque Rumania revalidó el título mundial por equipos, Amanâr volvió a fallar en esta competición, e irónicamente volvieron a decidir que sustituyera a su compañera Marinescu en la competición general.
Como había sucedido en Atlanta, Amanâr respondió bien a la confianza de sus entrenadores, ganando la medalla de plata y solo por detrás de la gran favorita Svetlana Khorkina. Amanar fue mejor que Khorkina en tres de los cuatro aparatos, pero Khorkina le sacó mucha ventaja en las barras asimétricas, su mejor aparato y el peor de Amânar, por lo que se llevó el título.
Amanâr obtuvo también su segundo título mundial en salto. Los de Lausana fueron su mejores Campeonatos del Mundo.
Al año siguiente obtuvo también un gran éxito en los europeos de San Petersburgo, donde ganó cinco medallas, incluyendo la de plata en la competición general, de nuevo tras Svetlana Khorkina. Sin embargo no pudo revalidar su título europeo en salto donde sorprendió la húngara Adrienn Varga.
Los mundiales de Tianyin de 1999 no fueron demasiado brillantes para ella. Tras ganar por cuarta vez consecutiva el título mundial por equipos, en la competición individual se cayó de la barra de equilibrios y perdió todas sus opciones a medalla. El oro sería de forma sorprendente para su compatriota Maria Olaru.
Tampoco pudo ganar en la final de salto, donde el oro fue para la rusa Elena Zamolodchikova con un Tsukahara de doble giro. Amânar tuvo que conformarse con las medallas de plata en salto y en suelo.

### Juegos de Sídney 2000
En los Juegos Olímpicos de Sídney 2000, las rumanas empezaron de manera inmejorable, ganando el título por equipos por segunda vez en su historia y por primera vez desde los Juegos de Los Ángeles '84 Teniendo en cuenta que en aquellos juegos no participaron las gimnastas soviéticas, el triunfo en Sídney era sin duda de mucho más valor. El equipo rumano lo formaban Andrea Raducan, Maria Olaru, Loredana Boboc, Andrea Isarescu, Claudia Presacan y Simona Amânar.
En la competición individual celebrada el 21 de septiembre, los acontecimientos se desarrollaron de modo inesperado y polémico. La gran favorita era la rusa Svetlana Khorkina, doble campeona de Europa.
Un incidente ocurrió cuando por error los organizadores colocaron el caballo de saltos demasiado bajo para las gimnastas. Por esta causa varias de ellas sufrieron caídas e incluso lesiones durante la competición. Sin embargo el error no fue descubierto hasta que iban por la tercera rotación, de las cuatro que consta el evento.
Cuando el error fue subsanado y el caballo se situó a la altura correcta, los jueces decidieron que las gimnastas que hubiera saltado en las dos primeras rotaciones podrían realizar un nuevo intento. 
Algunas gimnastas aceptaron repetir su salto y otras no. La rumana Andreea Răducan, que era una de las que había saltado con el caballo a la altura incorrecta, prosiguió su competición sin repetir su salto, y luego hizo unas actuaciones excepcionales en barra de equilibrios y suelo. Finalmente ganó la medalla de oro, mientras que Simona Amânar se hizo con la plata y otra rumana, Maria Olaru, con el bronce. Un pleno para Rumania.
Sin embargo el gran escándalo saltó días después, cuando se hizo público que la campeona Andreea Răducan había dado positivo en el control antidopaje por una sustancia llamada pseudoefedrina. La sustancia estaba contenida en un médicamente llamado Nurofen, bastante común en el tratamiento de los resfriados. Raducan y sus entrenadores dijeron que era inocente y que ella solo había tomado lo que el médico del equipo recomendó.
Pese a todo a Raducan le quitaron la medalla de oro que había ganado en la competición individual, aunque no le quitaron el oro por equipos a Rumania ni la plata que la propia Raducan ganó días después en la final de salto.
De esta manera el oro finalmente fue para Simona Amânar, la plata para Maria Olaru y el bronce para la china Xuan Liu
Tanto Amânar como Olaru apoyaron en todo momento a su compañera Raducan. Al principio pensaron en renunciar a sus medallas, pero luego aceptaron recogerlas porque eran medallas ganadas por su país, Rumania. Amânar dijo a los periodistas: "Yo no he ganado. La medalla de oro la ganó Andrea y pertenece a Andrea"
En las finales por aparatos Simona Amânar intentó revalidar la medalla de oro salto que había logrado en Atlanta '96. Sin embargo falló el salto (un Yurchenko extendido con 2½ giros) y se quedó sin medalla. Su único consuelo fue el bronce en su ejercicio de suelo.
En sus dos participaciones olímpicas, Simona Amânar había ganado siete medallas, tres de ellas de oro. No obstante para muchos la verdadera reina de los Juegos de Sídney 2000 debió ser Andrea Raducan.

### Retirada
A finales de ese año, tras las finales de la Copa del Mundo de Glasgow y con 21 años cumplidos, Simona Amânar se retiró de la gimnasia. Actualmente está casada y tiene un niño.
Su estilo no era tan elegante y vistoso como el de Khorkina, Raducan y otras gimnastas. A menudo se le criticaba por ser demasiado robótica y poco expresiva en sus movimientos. Sin embargo era muy regular y mantuvo una trayectoria impecable durante seis años compitiendo al más alto nivel, y sumando 17 medallas entre Juegos Olímpicos y Campeonatos Mundiales, algo que muy pocas gimnastas han conseguido. 
Además pasará a la historia como una de las mejores de la historia en salto de caballo. Y si tenemos en cuenta que en Rumania se valora especialmente la competición por equipos, Amânar contribuyó decisivamente a recuperar la hegemonía de este país en gimnasia femenina ganando cuatro títulos mundiales y uno olímpico.

## Medallas
- Europeos de Estocolmo 1994 - 1.ª por equipos
- Mundiales de Dortmund 1994 - 1.ª por equipos
- Mundiales de Sabae 1995 - 1.ª por equipos, 1.ª en salto
- Europeos de Birmingham 1996 - 1.ª por equipos, 1.ª en salto, 1.ª en asimétricas
- Mundiales de Puerto Rico 1996 - 2.ª en salto
- Juegos Olímpicos de Atlanta 1996 - 3.ª por equipos, 3.ª individual, 1.ª en salto, 2.ª en suelo.
- Mundiales de Lausana 1997 - 1.ª por equipos, 2ª individual, 1.ª en salto
- Europeos de San Petersburgo 1998 - 1.ª por equipos, 2.ª individual, 2.ª en salto, 3.ª en suelo, 3.ª en barra de equilibrios
- Copa del Mundo de Sabae 1998 - 1.ª en salto, 1.ª en suelo
- Mundiales de Tianyin 1999 - 1.ª por equipos, 2.ª en suelo, 2.ª en salto
- Europeos de París 2000 - 3.ª por equipos, 1.ª en salto, 2.ª en barra de equilibrios
- Juegos Olímpicos de Sídney 2000 - 1.ª por equipos, 1.ª individual, 3.ª en suelo.
- Copa del Mundo de Glasgow 2000 - 2.ª en salto, 2.ª en barra de equilibrios, 3.ª en suelo